# Nedre Kroksjön, Lappland
Nedre Kroksjön är en sjö i Vilhelmina kommun i Lappland och ingår i Ångermanälvens huvudavrinningsområde. Sjön har en area på 0,583 kvadratkilometer och ligger 394,2 meter över havet. Sjön avvattnas av vattendraget Datikån.

## Delavrinningsområde
Nedre Kroksjön ingår i det delavrinningsområde (719175-149951) som SMHI kallar för Utloppet av Nedre Kroksjön. Medelhöjden är 533 meter över havet och ytan är 8,22 kvadratkilometer. Räknas de 3 avrinningsområdena uppströms in blir den ackumulerade arean 53,16 kvadratkilometer. Datikån som avvattnar avrinningsområdet har biflödesordning 2, vilket innebär att vattnet flödar genom totalt 2 vattendrag innan det når havet efter 315 kilometer. Avrinningsområdet består mestadels av skog (77 procent) och sankmarker (11 procent). Avrinningsområdet har 0,58 kvadratkilometer vattenytor vilket ger det en sjöprocent på 7,1 procent.